# سودر (أوزارك)
سودر هي منطقة فردية في شمال مقاطعة أوزارك. على بعد ثلاثة عشر ميلا إلى الشمال من غينزفيل.
أنشئ فيها مكتب بريد في عام 1903، وظل في العمل حتى عام 1988. وقد سُمّيت باسم مدير مكتب بريد سابق.